# Lianzhou
Lianzhou (连州市S, LiánzhōuP) è una città-contea della Cina, situata nella provincia del Guangdong e amministrata dalla prefettura di Qingyuan.